# (14878) 1990 WE9
A (14878) 1990 WE9 a Naprendszer kisbolygóövében található aszteroida. Eric Walter Elst fedezte fel 1990. november 19-én.